# 나루세정
나루세정(鳴瀬町)은 2005년까지 일본 미야기현 북동부에 있던 마을이다. 현재의 히가시마쓰시마시의 서부에 해당한다. 마을 이름은 마을의 중앙을 흐르는 나루세강에서 유래했다. 태평양에 접해 풍광이 아름다운 오쿠마쓰섬의 마을로 알려져 있다.

## 지리
미야기현 북동부, 태평양에 접한 마을이다. 나루세 강 하구에 위치하며 오쿠마쓰 섬 등 아름다운 경치를 자랑하는 도시이다.

## 역사
- 1955년 5월 3일 - 오노촌, 노비루촌, 미야토촌과 합병해 나루세정이 성립하였다.
- 2005년 4월 1일 - 야모토정과 합병해 히가시마쓰시마시가 되었다.

## 경제

### 산업
- 산업별 취업인구(2000년 인구조사)
  - 제1차 산업 : 757명
  - 제2차 산업 : 1,807명
  - 제3차 산업: 2,987명

## 교통

### 철도
- 동일본 여객철도
  - 센세키 선

### 도로
- 국도 45호선